# 2006 en handball
| Années du handball : 2003 - 2004 - 2005 - 2006 - 2007 - 2008 - 2009    |
| Décennies du handball : 1970 - 1980 - 1990 - 2000 - 2010 - 2020 - 2030 |

Cet article présente les faits marquants de l'année 2006 en handball.

## Par mois
- 26 janvier au 5 février, Championnat d'Europe masculin. La France s'impose 31 à 23 face à l'Espagne, championne du monde en titre. Il s'agit du premier titre de champion d'Europe pour la France (cf. ci-dessous).
- Ligue des champions féminine : les Danoises de Viborg remportent la Ligue des champions face aux Slovènes de Krim Ljubljana.
- 30 avril, Ligue des champions masculine : les Espagnols de Ciudad Real remportent la Ligue des champions face à leurs compatriotes de Portland San Antonio.
- 5 mai : championnat de France féminin. Metz devient championne de France pour la 13e fois de son histoire.
- du 5 au 10 juin : 12e édition du Championnat panaméricain masculin à Aracaju, au Brésil (cf. ci-dessous).
- Championnat de France masculin : Montpellier Handball enlève son neuvième titre de champion de France en onze ans.
- 29 octobre : Viborg HK remporte la supercoupe d'Europe, compétition opposant les deux finalistes de la dernière Ligue des champions, le vainqueur de la Coupe des coupes (Budućnost Podgorica) et de la Coupe de l'EHF (Ferencváros TC Budapest). En finale, les Danoises battent, comme lors de la finale de la Ligue des champions, les Slovènes de Krim Ljubljana.
- 7 au 17 décembre, Championnat d'Europe féminine de handball : la Norvège conserve son titre européen en battant les championnes du monde, la Russie par 27 à 24. La France remporte la médaille de bronze face à l'Allemagne par 29 à 25 (cf. ci-dessous).

## Par compétitions

### Championnat d'Europe  masculin
La 7e édition du Championnat d'Europe masculin a eu lieu en Slovénie du 22 janvier au 2 février 2006.
|                           | France                     |
|                           | Médaille d'or, Europe      |
| Espagne                   |                            |
| Médaille d'argent, Europe | Danemark                   |
| Médaille d'argent, Europe | Médaille de bronze, Europe |

Statistique et récompenses
- Meilleur joueur : Ivano Balić,  Croatie
- Meilleur buteur : Siarhei Rutenka,  Slovénie, 51 buts
- Gardien : Thierry Omeyer,  France
- Ailier gauche :  Édouard Kokcharov,  Russie
- Arrière gauche : Iker Romero,  Espagne
- Demi Centre : Ivano Balić,  Croatie
- Pivot : Rolando Uríos,  Espagne
- Arrière droit : Ólafur Stefánsson,  Islande
- Ailier droit : Søren Stryger,  Danemark

### Championnat d'Europe féminin
La 7e édition du Championnat d'Europe féminin a eu lieu en Suède du 7 au 17 décembre 2006.
|                           | Norvège                    |
|                           | Médaille d'or, Europe      |
| Russie                    |                            |
| Médaille d'argent, Europe | France                     |
| Médaille d'argent, Europe | Médaille de bronze, Europe |

Statistique et récompenses
- Meilleure joueuse : Gro Hammerseng,  Norvège
- Meilleure marqueuse : Nadine Krause,  Allemagne, 58 buts
- Meilleure gardienne : Inna Souslina,  Russie
- Meilleure ailière gauche : Kari Mette Johansen,  Norvège
- Meilleure arrière gauche : Nadine Krause,  Allemagne
- Meilleure demi-centre : Gro Hammerseng,  Norvège
- Meilleure pivot : Lioudmila Bodnieva,  Russie
- Meilleure arrière droite : Ibolya Mehlmann,  Hongrie
- Meilleure ailière droite : Annika Wiel Fréden,  Suède
- Meilleure joueuse en défense : Isabelle Wendling,  France

### Championnat panaméricain masculin
La 12e édition du championnat panaméricain masculin a eu lieu à Aracaju au Brésil. Le Brésil remporte la compétition pour la 1re fois.
|                             | Brésil                       |
|                             | Médaille d'or, Amérique      |
| Argentine                   |                              |
| Médaille d'argent, Amérique | Groenland                    |
| Médaille d'argent, Amérique | Médaille de bronze, Amérique |

## Meilleurs handballeurs de l'année 2006
Comme lors des années précédentes, l'électiondes meilleurs handballeurs de l'année 2006, réalisée par la Fédération internationale de handball (IHF) et le Handball World Magazine, se décide par vote en ligne. Si une liste de joueurs a été proposée par l'IHF, celle-ci n'est en théorie pas contraignante et n'importe quel joueur ayant évolué au cours de l'année 2006 peut être choisi.
Les résultats ont été dévoilés le 14 juin 2007,,.  :
| Rang | Joueuse                    | Nationalité  | Club(s)                        | Poste            | Votes   |
| ---- | -------------------------- | ------------ | ------------------------------ | ---------------- | ------- |
| 1    | Nadine Krause              | Allemagne    | TSV Bayer 04 Leverkusen        | Arrière gauche   | 35,44 % |
| 2    | Gro Hammerseng             | Norvège      | Ikast-Bording EH               | Demi-centre      | 20,74 % |
| 3    | Kari Mette Johansen        | Norvège      | Larvik HK                      | Ailière gauche   | 8,47 %  |
| 4    | Yeliz Özel                 | Turquie      | Kometal GP Skopje              | Demi-centre      | 8,03 %  |
| 5    | Véronique Pecqueux-Rolland | France       | ES Besançon, CDB Dijon         | Pivot            | 4,61 %  |
| 6    | Lioudmila Bodnieva         | Russie       | RK Krim                        | Pivot            | 4,09 %  |
| 7    | Chana Masson de Souza      | Brésil       | FC Copenhague, HC Leipzig      | Gardienne de but | 3,22 %  |
| 8    | Irina Poltoratskaïa        | Russie       | Slagelse DT, Zvezda Zvenigorod | Demi-centre      | 1,50 %  |
| 9    | Woo Sun-hee                | Corée du Sud | Wonderful Samcheok             | Demi-centre      | 0,78 %  |

| Rang | Joueur            | Nationalité | Club(s)                        | Poste          | Votes   |
| ---- | ----------------- | ----------- | ------------------------------ | -------------- | ------- |
| 1    | Ivano Balić       | Croatie     | Portland San Antonio           | Demi-centre    | 25,98 % |
| 2    | Florian Kehrmann  | Allemagne   | TBV Lemgo                      | Ailier droit   | 24,65 % |
| 3    | Ólafur Stefánsson | Islande     | BM Ciudad Real                 | Arrière droit  | 13,04 % |
| 4    | Thierry Omeyer    | France      | Montpellier Handball, THW Kiel | Gardien de but | 9,75 %  |
| 5    | Édouard Kokcharov | Russie      | RK Celje                       | Ailier gauche  | 8,67 %  |
| 6    | Siarhei Rutenka   | Slovénie    | BM Ciudad Real                 | Arrière gauche | 6,76 %  |
| 7    | Bertrand Gille    | France      | HSV Hambourg                   | Pivot          | 4,46 %  |

## Bilan de la saison 2005-2006 en club

### Coupes d'Europe (clubs)
| Compétition         | Vainqueur                 | Finaliste               | Score   |
| ------------------- | ------------------------- | ----------------------- | ------- |
| Ligue des champions | Viborg HK                 | Krim Ljubljana          | 44 – 43 |
| Coupe de l'EHF      | Ferencváros TC Budapest   | ŽRK Podravka Koprivnica | 70 – 68 |
| Coupe des coupes    | Budućnost Podgorica       | Győri ETO KC            | 51 – 48 |
| Coupe Challenge     | CS Rulmentul-Urban Brașov | CS Tomis Constanta      | 55 – 46 |

| Compétition         | Vainqueur        | Finaliste            | Score   |
| ------------------- | ---------------- | -------------------- | ------- |
| Ligue des champions | BM Ciudad Real   | PSA Pampelune        | 62 – 47 |
| Coupe de l'EHF      | TBV Lemgo        | Frisch Auf Göppingen | 55 – 51 |
| Coupe des coupes    | Medvedi Tchekhov | BM Valladolid        | 61 – 60 |
| Coupe Challenge     | Steaua Bucarest  | SC Horta             | 55 – 53 |

### Championnats européens
| Pays                 | Champion                    |
| -------------------- | --------------------------- |
| Allemagne            | HC Leipzig                  |
| Autriche             | Hypo Niederösterreich       |
| Belgique             | HB Saint-Trond              |
| Croatie              | Podravka Koprivnica         |
| Danemark             | Viborg HK                   |
| Espagne              | Cementos La Unión Ribarroja |
| France               | HB Metz Métropole           |
| Grèce                | Anagennisi Arta             |
| Hongrie              | Győri ETO KC                |
| Islande              | ÍB Vestmannaeyja            |
| Italie               | HC Sassari                  |
| Norvège              | Larvik HK                   |
| Pologne              | MKS Lublin                  |
| Portugal             | Madeira Andebol SAD         |
| Roumanie             | CS Rulmentul-Urban Brașov   |
| Russie               | Lada Togliatti              |
| Serbie-et-Monténégro | Budućnost Podgorica         |
| Slovénie             | RK Krim                     |
| Suède                | IK Sävehof                  |
| Suisse               | Spono Nottwil Lucerne       |
| Rép. tchèque         | HC Veselí nad Moravou       |
| Ukraine              | HC Motor Zaporijjia         |

| Pays                 | Champion                 |
| -------------------- | ------------------------ |
| Allemagne            | THW Kiel                 |
| Autriche             | Bregenz Handball         |
| Belgique             | KV Sasja HC Hoboken      |
| Croatie              | RK Zagreb                |
| Danemark             | KIF Kolding              |
| Espagne              | FC Barcelone             |
| France               | Montpellier Handball     |
| Grèce                | Panellínios Athènes      |
| Hongrie              | Veszprém KSE             |
| Islande              | Fram Reykjavík           |
| Italie               | HC Conversano            |
| Norvège              | Sandefjord TIF           |
| Pologne              | Wisła Płock              |
| Portugal             | ABC Braga                |
| Roumanie             | HCM Constanța            |
| Russie               | Medvedi Tchekhov         |
| Serbie-et-Monténégro | Étoile rouge de Belgrade |
| Slovénie             | RK Celje                 |
| Suède                | Hammarby IF              |
| Suisse               | Kadetten Schaffhausen    |
| Rép. tchèque         | HC Baník Karviná         |
| Ukraine              | HC Portovik Youjne       |

### Saison 2005-2006 en France
| Compétition           | Vainqueur         | Second                | Score   |
| --------------------- | ----------------- | --------------------- | ------- |
| Championnat de France | HB Metz métropole | Le Havre AC           | –       |
| Coupe de France       | Le Havre AC       | Mios-Biganos Handball | 31 – 29 |
| Coupe de la Ligue     | HB Metz métropole | Le Havre AC           | 25 – 21 |

| Compétition           | Vainqueur            | Second                   | Score   |
| --------------------- | -------------------- | ------------------------ | ------- |
| Championnat de France | Montpellier Handball | Chambéry Savoie Handball | –       |
| Coupe de France       | Montpellier Handball | US Ivry                  | 28 – 27 |
| Coupe de la Ligue     | Montpellier Handball | Paris Handball           | 31 – 30 |